# 伊尼戈·德拉塞尔纳
伊尼戈·德拉塞尔纳·埃尔奈斯（西班牙語：Íñigo Joaquín de la Serna Hernáiz，1971年1月10日—）是西班牙政治人物，2007年至2016年担任桑坦德市长，2016年至2018年在第二次拉霍伊内阁中出任发展大臣。

## 生平
1971年出生于巴斯克地区毕尔巴鄂，一生中的大部分时间在坎塔布里亚的桑坦德度过。就读于桑坦德圣奥古斯丁中学，預科阶段在美国俄亥俄州留学。在坎塔布里亞大學完成学业，获得土木工程执业学位。
1999年进入政界，2003年6月当选桑坦德市议员。2004年当选坎塔布里亚人民党副主席。在2007年桑坦德市议会选举中，人民党获得过半数议席，并一致推举他做市长。时年36岁的他成为整个西班牙第二年轻的市长。
任期内，他致力于将桑坦德打造为一个智慧城市。提出并落实了关于建设文化中心的举措。2012年6月当选为西班牙智慧城市网络联合会主席。
在2015年市政選舉中，人民党获得13个议席，失去了绝对多数，但与公民党的联合让他再度出任市长。2016年11月4日被首相马里亚诺·拉霍伊任命为发展大臣。虽然他曾在之前表示会为2013年聖地亞哥-德孔波斯特拉火車事故设立特别调查委员会。但在就任后取消了这一决定。在就职132天之后，他提出的决议遭到了議會的否决，这是鲜有的情况。
2017年2月，他受到了坎塔布里亚人民党发言人的指责，引发了新的党内危机。他还必须设法协调出租車/優步/Cabify三方市场冲突的局面。2017年8月，也就是在加泰隆尼亞獨立公投前2个月，他调动了国民警卫队应对巴塞罗那机场的罢工。2018年3月，他提出了巴塞罗那机场扩建计划。